# 디칭 티베트족 자치주
디칭 티베트족 자치주(적경티베트족자치주, 중국어: 迪庆藏族自治州, 병음: Díqìng Zàngzú Zìzhìzhōu,티베트어: བདེ་ཆེན་བོད་རིགས་རང་སྐྱོང་ཁུལ་ / Bde-chen Bod-rigs rang-skyong khul)는 중화인민공화국 윈난성 서북부에 위치하는 티베트족 자치주이며 티베트족이 인구의33%를 차지하고 있다. 티베트의 전통적인 지역구분으로는 캄 지방 남부에 위치한다.
디칭은 티베트어의 ‘데첸’을 음차한 것으로 「데(bde)」는 「안락」을 의미하는 명사, 「첸(chen)」은 「커다란」을 의미하는 형용사로 「커다란 안락」을 의미한다.

## 역사
당나라 때 티베트 왕조가 이 일대에 신천도독(神川都督)를 설치해 남조와의 제휴를 도모했다. 그 후 티베트가 쇠퇴하면 대리국의 지배하에 들어갔고, 대리국이 몽골 제국의 쿠빌라이에 항복을 하자 따라서 양왕국(梁王國)에 편입되었다. 그 양왕국이 1390년에 멸망하면서, 려강(麗江)을 본거지로 하는 쟌 왕국의 지배하에 들어가게 되었다. 17세기 중반 쟌 왕국은 오이라트 구시 칸(Güshi Khan) 왕조에 정복되어 디칭 지방으로부터 리탄, 바탄 등까지 뻗어 있었던 캄 지방 남부의 광대한 영토를 모두 빼앗겼다.
1724년 청나라 옹정제가 티베트를 분할하려고 할 때 구시 칸 일족은 티베트의 제후에 대해서 가지고 있던 지배권을 접수하였다. 쟌 왕국은 디칭 지방을 시작으로 하는 캄 지방 남부에 대한 지배권의 회복을 요구했지만 청나라는 이것을 거부하였고 디칭 지방의 제후에 대해서는, 시센과 윈난의 귀속을 논의를 한 후, 1726년 윈난성을 개입시켜 토사의 칭호를 받게 되었다. 이때 현재의 영역을 골조로 하는 디칭 주라고 하는 행정 단위가 성립하였다.
신해혁명에 의해 청이 멸망 하면서, 티베트 정부 간덴포탄은 라사를 점거하고 있던 청나라군의 잔당을 시가전에서 물리치고 독립을 선언하였고, 동시에 티베트 전 국토의 통합을 목표로 암도, 캄으로 출병하였다. 1913년, 윈난군을 인솔한 윈난 성의 도독 채악(蔡鄂)은 디칭 지방을 경유해 캄 지방으로 침공해, 티베트군을 요격하였다. 티베트군은 디 츄강 이서로 격퇴되어 디칭 지방은 윈난 성의 지배하에 머물렀다. 1936년에는 중국 홍군이 장정의 도중, 이 지구를 통과하였고, 1950년 인민해방군이 진주하였다. 1957년 디칭 주가 성립하여, 리장 지구에 소속되었지만 1973년에 윈난 성 직할의 자치주가 되었다.

## 행정 구역
자치주 정부 소재지인 샹그릴라 시는 관광객 유치를 위해 원래 중뎬 현에서 티베트어의 데첸 방언에서 영어의 샹그릴라에 가까운 음(샹거리라)으로 개칭하였다. 2001년 12월 정식으로 개명이 승인되었다. 샹그릴라는 제임스 힐턴의 탐험 소설 「사라진 지평선」에 나오는 동방의 도원향이다.
- 샹그릴라 시(香格里拉市) - 면적 11,613km2, 인구 13만 명. 시 인민정부는 건당진(建塘鎮)에 소재.
- 더친 현(徳欽県) - 면적 7,596km2, 인구 6만명. 현 인민정부가 쉥핑전(升平鎮)에 소재.
- 웨이시 리수족 자치현(維西傈僳族自治県) - 면적 4,661km2, 인구 14만명. 현 인민정부는 보화진(保和鎮)에 소재.

## 지리
북쪽은 티베트 자치구의 창두 지구, 동쪽은 쓰촨성의 가오즈 티베트족 자치주 및 량산 이족 자치주, 남쪽과 서쪽은 윈난성의 리장 시 및 누장 리수족 자치주와 접한다. 티베트고원이 남쪽으로 뻗어있고, 해발 1,600m로부터 6,000m의 고도를 이루고 있다. 메이리쑤에샨(梅里雪山)이 유명하다. 장강의 상류에 해당하는 진사강(금사강)이 주 남쪽 경계를 크게 돌아가며, 메콩강이 주 서부를 남류하고, 산장빙류(三江併流)의 일부를 구성한다.

## 주민
2000년 인구 조사에서의 디칭의 민족 구성이다.
| 민족     | 인구    | 비율   |
| -------- | ------- | ------ |
| 티베트족 | 117,099 | 33.12% |
| 리수족   | 98,195  | 27.78% |
| 한족     | 57,928  | 16.39% |
| 나시족   | 45,269  | 12.81% |
| 바이족   | 18,182  | 5.14%  |
| 이족     | 11,616  | 3.29%  |
| 후이족   | 1,496   | 0.42%  |
| 푸미족   | 1,496   | 0.42%  |
| 먀오족   | 1,434   | 0.41%  |
| 누족     | 241     | 0.07%  |
| 더룽족   | 137     | 0.04%  |
| 기타     | 425     | 0.11%  |

## 교통
샹그릴라 공항 - 베이징, 쿤밍, 라사 등에 정기편이 운행한다.

## 같이 보기
- 샹그릴라